# Bothal Castle

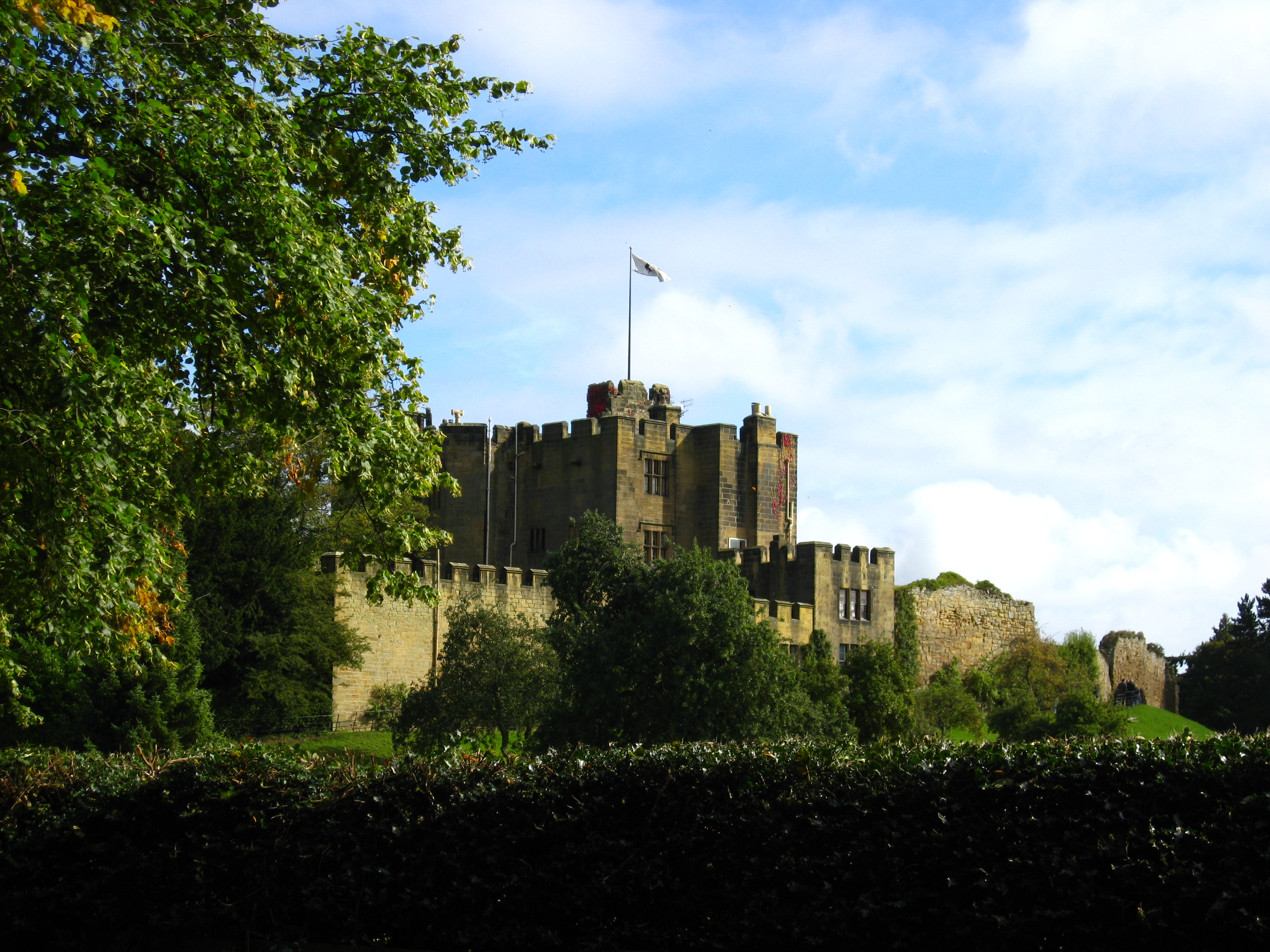
Bothal Castle

Bothal Castle ist eine Burg im Dorf Bothal in der Nähe des Flusses Wansbeck zwischen Morpeth und Ashington in der englischen Grafschaft Northumberland. ‘’Botl’’ ist die altenglische Bezeichnung für eine Wohnstatt. Der Name „Bothal“ könnte sich auf eine besondere Wohnstatt oder ein Landhaus beziehen. Das Haus wurde vor der normannischen Eroberung Englands befestigt und einige Male umgebaut und renoviert. Die heutige Burg gilt als Scheduled Monument und English Heritage hat sie als historisches Gebäude I. Grades gelistet.
1095 wurde Bothal Castle Guy I. de Balliol von König Wilhelm II. zu Lehen gegeben. De Balliols Tochter Alice heiratete dann William Bertram, Baron of Mitford, der vermutlich ein Hallenhaus bauen ließ. Etliche Generationen später, 1343, erhielt Sir Robert Bertram die Erlaubnis, sein Herrenhaus zu einer Burg zu machen und ein beeindruckendes Torhaus hinzuzufügen. Der Torturm und Fragmente der Kurtine stammen aus dem Mittelalter, und ein großer Teil davon ist bis heute erhalten. Durch Heirat von Bertrams Tochter Hellen mit Sir Robert Ogle († ca. 1363) kam das Anwesen im 14. Jahrhundert in die Familie Ogle.
Im August 1583 handelte Cuthbert Ogle, 7. Baron Ogle, eine Heirat zwischen seiner Tochter Jane und Edward Talbot, einem Sohn von George Talbot, 6. Earl of Shrewsbury, aus. Shrewsburys Gesandter besuchte Bothal Castle und beschrieb die Burg als „eine zinnenbewehrte Burg, nicht unähnlich Nether Haddon, wo Master John Manners lebt“.
1591 fiel das Anwesen durch Heirat zwischen Catherine, Countess of Ogle, und Sir Charles Cavendish an die Familie Cavendish-Bentinck, die Dukes of Portland aus Welbeck. Im 19. Jahrhundert wurden Restaurierungsarbeiten durchgeführt. Heute dient das Gebäude als Privathaus der Cavendish-Bentincks und Büro des Anwesens Welbeck. Die Burg ist in ausgezeichnetem Erhaltungszustand, aber nicht öffentlich zugänglich.